# Jan Štefela
Jan Štefela (* 20. April 2001 in Krnov) ist ein tschechischer Leichtathlet, der sich auf den Hochsprung spezialisiert hat.

## Sportliche Laufbahn
Erste internationale Erfahrungen sammelte Jan Štefela im Jahr 2021, als er bei den U23-Europameisterschaften in Tallinn mit übersprungenen 2,20 m auf Anhieb die Goldmedaille im Hochsprung gewann. Im Jahr darauf belegte er bei den Europameisterschaften in München mit 2,18 m den siebten Platz und 2023 wurde er bei der 1. Liga der Team-Europameisterschaft im Zuge der Europaspiele in Chorzów mit derselben Höhe Erster im B-Finale. Anschließend belegte er bei den U23-Europameisterschaften in Espoo mit 2,15 m den fünften Platz. 2024 wurde er bei den Hallenweltmeisterschaften in Glasgow mit 2,24 m Fünfter, wie auch bei den Europameisterschaften im Juni in Rom mit 2,26 m. Im August gelangte er bei den Olympischen Sommerspielen in Paris mit 2,22 m im Finale auf den neunten Platz. Im Jahr darauf gewann er bei den Halleneuropameisterschaften in Apeldoorn mit 2,29 m die Silbermedaille hinter dem Ukrainer Oleh Doroschtschuk. Kurz darauf gelangte er bei den Hallenweltmeisterschaften in Nanjing mit 2,14 m auf Rang neun.
In den Jahren von 2022 bis 2024 wurde Štefela tschechischer Meister im Hochsprung im Freien sowie 2023 auch in der Halle.